# Rathaus Pillnitz

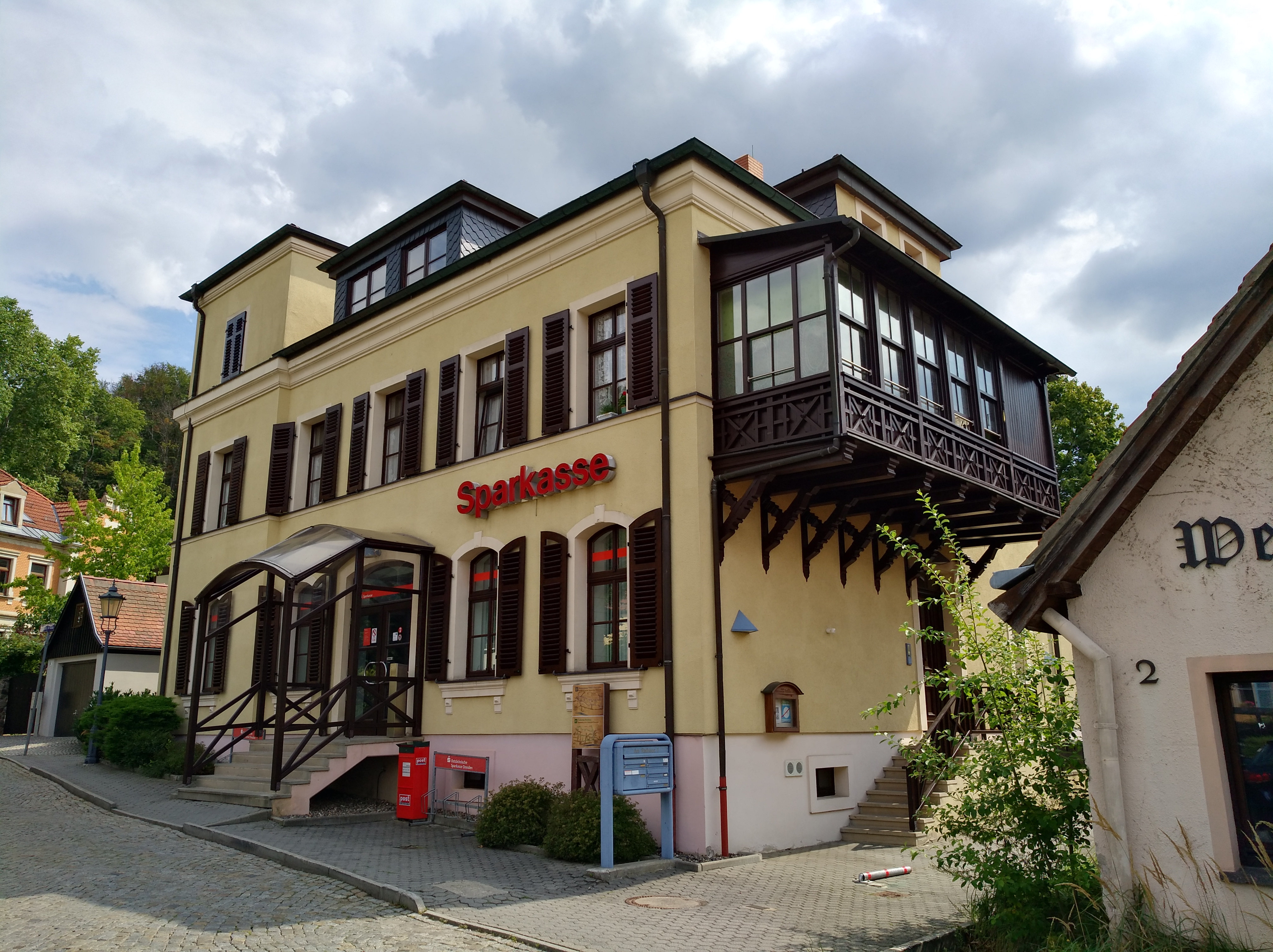
Ehemaliges Rathaus Pillnitz (2019)

Das Rathaus Pillnitz war ein von 1925 bis 1950 als Rathaus und geschichtlich als drittes Gemeindeamt genutztes Gebäude der selbständigen Gemeinde Pillnitz im Osten von Dresden. Das von dem Baumeister Carl August Fritzsche 1878/1879 geplante und ausgeführte Gebäude Am Rathaus 1 war im Erdgeschoss bis 1911 Kaiserliches Postamt und anschließend eine Nebenstelle der Verbandssparkasse Schönfeld und Umgebung. 1924 wurde es zum Rathaus umgebaut und als solches bis 1950, der Eingemeindung von Pillnitz nach Dresden, genutzt. Es ging anschließend an die Stadtsparkasse Dresden, deren Nachfolgerin, die Ostsächsische Sparkasse Dresden, das Gebäude im Erdgeschoss noch heute für eine Filiale nutzt.

## Geschichte
Die erste urkundliche Erwähnung von Pillnitz datiert aus dem Jahr 1335 als „Belenewitz“. Mit dem Zuzug deutscher Bauern entwickelte sich am heutigen Rathausplatz der Kern des Dorfes, in dem größere Bauerngehöfte fehlten. Größtes Anwesen war ein Herrengut in der Nähe der Elbe, wo sich heute Schloss Pillnitz befindet. Ab Beginn des 15. Jahrhunderts sind mehrere Familien als Grundherrschaft nachweisbar, 1694 erwarb Kurfürst Johann Georg IV. im Tausch gegen die Herrschaft Lichtenwalde den Ort von der Familie Bünau. Dessen Bruder und Nachfolger August II. ließ das alte Schloss zum repräsentativen Sommersitz umbauen.
Zur Bewirtschaftung des zum Schloss gehörigen Rittergutes entstanden verschiedene Nebengebäude, die später Sitz des Kammergutes Pillnitz (heute: Campus Pillnitz der Hochschule für Technik und Wirtschaft Dresden) wurden. Bereits um 1790 waren einige Häusler vom Areal des heutigen Schlossparks ins Pillnitzer Erlicht (Wilhelm-Wolf-Straße) umgesiedelt worden. Pillnitz entwickelte sich im 19. Jahrhundert immer stärker zum Ausflugsziel auch für bürgerliche Schichten. Vor allem die Einrichtung einer Dampferanlegestelle 1840 führte zum verstärkten Zuzug von Dresdner Bürgern. Mitte des 19. Jahrhunderts folgten deshalb Villenneubauten am Rande des Dorfkerns und an den Hängen des Elbtals, ab 1927 entstand die Landhaussiedlung am früheren Hausberg mit dem gleichnamigen Café.
Pillnitz führte Anfang 1839 auf der Grundlage der Sächsischen Landgemeindeordnung von 1838 erstmals Gemeindevorsteher und Gemeindeausschüsse, d. h. eine eigene Gemeindeverwaltung ein. Diese war bis 1906, wie damals üblich, vor allem in den Räumen des jeweiligen Gemeindevorstandes untergebracht. Auch die Sitzungen des Gemeinderates fanden entweder dort oder in der Pillnitzer Mühle (heute (2018): An der Schäferei 1) statt.
Die zunehmend anwachsenden Aufgaben führten 1906 zur Errichtung eines (ersten) Gemeindeamtes im Wohnhaus des 1906 gewählten Gemeindeältesten Friedrich Ernst Herr in der Schönfelder Straße 14 b (heute (2018): Meixstraße 6), das nunmehr werktags auch einige Stunden geöffnet hatte.
Das wiederholte sich 1914 mit der Wahl von Johannes Klippel als Gemeindevorsteher mit der Schönfelder Straße 13 (heute (2018): Meixstraße 3), in die ab dieser Zeit das Gemeindeamt einzog. Dort verblieb es noch bis 1925; das Gebäude der Schönfelder Straße 13 schenkte die Witwe Henriette Marie Füssel 1920 der Gemeinde Pillnitz.
Als nach 1919 die bisher selbständigen Gutsbereiche des Kammergutes und des Schlosses mit der Gemeinde vereinigt wurden, ergab sich nunmehr die Notwendigkeit eines eigenen Rathausgebäudes, wobei die Gemeinde aus Kostengründen von vornherein nicht ein eigenes Gebäude in ihrer Verantwortung errichten wollte. Im Februar 1925 zog die Gemeindeverwaltung nunmehr in das Rathaus, das nunmehr dritte Gemeindeamt in der Geschichte von Pillnitz.

## Gebäude

### Baugeschichte bis 1924
1879 beendete der Baumeister Carl August Fritzsche den Bau des z. T. zwei-, im nordwestlichen Bereich dreigeschossigen teilunterkellerten Hauses mit der heutigen Adresse Am Rathaus 1. Das Erdgeschoss bezog das Kaiserliche Postamt (das seit 1857 in Pillnitz bestand) mit Schalter-, Expeditions- und Postverwalterräumen sowie der Wohnung für den Postverwalter. Im ersten Geschoss und im Dachgeschoss hatte er Mietwohnungen eingerichtet.
Das verblieb auch bei den nachfolgenden Eigentümern so. 1911 zog das Postamt in das Mietshaus Orangeriestraße 20, deren Räume wurden nachfolgend von der Verbandssparkasse Schönfeld und Umgebung genutzt.
Der Eingang (die hölzerne Eingangstür ist noch heute (2018) original erhalten) befand sich über eine Treppe erreichbar auf der südlichen Stirnseite des Gebäudes. Dem Eingang schloss sich ein massives Treppenhaus an; über dem Eingang befindet sich ein gebäudeprägender Holzbalkon. Fenster-, Sims- und Sockelzonen sind als Sandsteingewände ausgeführt worden.

### Umbau 1924/25 und Nutzung bis 1950
Im Februar 1924 erwarb die Gemeinde Pillnitz von dem Bankbeamten Rudi Alexander Gelbrich Haus und Grundstück, im Sommer und Herbst waren umfangreiche Instandsetzungs- und Umbauarbeiten erforderlich. Im Februar 1925 bezog die Gemeindeverwaltung das Gebäude, auf dessen Fassade zum Platz nunmehr die Aufschrift Rathaus prangte. Nach dem Betreten – von der Südseite her – gelangten die Bürger über einen Gang rechts zur Spar- und Girokasse bzw. zur Gemeinde- und Steuerkasse. Über das Anmelden bei der Ortspolizei kam man zum Bürgermeister, wie der Gemeindeälteste seit 1924 benannt wurde. Die Gemeindeverwaltung mit allgemeiner Verwaltung, Einwohnermeldeamt und Ortsgericht, ab 1933 auch NS-Dienststellen konnte jedoch direkt erreicht werden. Für das Ober- und Dachgeschoss verblieb es bei der Wohnnutzung.
Nach 1945 waren hier Verwaltungs- und Kassenraum, die Räume des Wohnungs- und Wirtschaftsamtes sowie die Lebensmittelkartenstelle untergebracht; in den Bodenräumen befand sich das Archiv. Von den Luftangriffen auf Dresden 1945 war Pillnitz nicht betroffen, es gab dadurch auch keine Schäden.

### Nutzung nach 1950
Nach der Eingemeindung 1950 ging das Gebäude an die Stadtsparkasse Dresden in deren Besitz über; das Gebäude selbst blieb in der DDR-Zeit dadurch leidlich erhalten. Sie nahm nach dem Auszug der Verwaltung wesentliche Änderungen vor und nutzte ebenfalls das Erdgeschoss ab 1953 als Filiale, die auch heute (2018) noch besteht.
Durch permanente Veränderungen, vor allem nach 1933, war es bei der Sanierung 1993/1994 nicht möglich, sich dem alten Zustand wieder ausreichend anzunähern, das Gebäude steht demzufolge nicht unter Denkmalschutz. Der Eingang wurde während dieser Sanierung von der Süd- auf die West- (Platz-)seite verlagert.
Gleichwohl sind einige Elemente des alten Rathauses, das in der Kubatur auch nach der Sanierung dem originalen Gebäude entspricht, erhalten geblieben: Der Sandsteinsockel, die Größe der Fensteröffnungen mit ihren Sandsteingewänden, der Balkon an der Südseite über dem ehemaligen Eingang, sowie die farblichen Absetzungen neben den Fenstern.

Die Anschrift Rathaus Pillnitz wurde erst weit nach 1950 entfernt, seither ist die Aufschrift Sparkasse, seit der Sanierung im typischen „Sparkassenrot“, an ihr angebracht.